# Швейггер, Иоганн Соломон Христофор
Иоганн Соломон Христофор Швейггер (1779—1857) — немецкий физик.
В 1800 г. получил степень доктора философии в Эрлангенском университете, где работал. С 1803 г. — профессор гимназии в Бауреуте, в 1811—1816 гг. — Политехнической школы в Нюренберге. С 1819 г. — профессор Университета Галле.
Работы относятся к изучению электрических явлений и конструированию электрических приборов. Изобрел электрометр (1808), пружинный гальванометр, электромагнитный мультипликатор (1820), названный его именем (мультипликатор Швейггера).